# 黄花秋海棠
黄花秋海棠（学名：Begonia flaviflora）是秋海棠科秋海棠属的植物。分布在印度东北部、锡金以及中国大陆的西藏等地，生长于海拔2,600米的地区，多生长于林下阴湿处，目前已由人工引种栽培。

## 异名
- Begonia flaviflora Hara var. vivida J. Golding et C. Kareg.